# 小吻無線鰨
小吻無線鰨為輻鰭魚綱鰈形目鰨亞目舌鰨科的其中一種，為熱帶海水魚，分布於印度太平洋區，從坦尚尼亞至法屬波里尼西亞海域，棲息深度1-82公尺，體長可達7.1公分，棲息在沙底質底層水域，生活習性不明。

## 扩展阅读
維基物種上的相關：小吻無線鰨